# Musaranya de Bloyet
La musaranya de Bloyet (Crocidura bloyeti) és una espècie de mamífer eulipotifle de la família de les musaranyes (Soricidae). Viu a l'estepa massai de Tanzània. És força petita en comparació amb altres representants del gènere Crocidura, amb una llargada de cap a gropa de 72-73 mm, la cua de 32-233 mm i els peus de 12 mm. Durant un temps fou considerada una subespècie de la musaranya del Zambeze (C. hirta).